# Produkty i usługi Google

## Chmura obliczeniowa
Google Cloud Platform
Platforma oferująca usługi bazujące na chmurze. Google korzysta z tej samej infrastruktury, dostarczająca klientom własne produkty.

## Programy komputerowe

### Samodzielne aplikacje
Google Chrome Windows, Linux, Mac OS X
Przeglądarka internetowa oparta na silniku WebKit
Google Earth Windows, Linux, Mac OS X
Program do podglądu zdjęć satelitarnych na trójwymiarowym modelu Ziemi, oparty na technologii Keyhole (wykupionej przez Google w październiku 2004 roku). W ramach wersji podstawowej program jest bezpłatny. Wykorzystywane przez niego zdjęcia satelitarne dostępne są również w ramach innej usługi – Google Maps.
Google SketchUp (Mac OS X i Windows)
Program komputerowy CAD służący do modelowania trójwymiarowego, wyprodukowany przez firmę @Last Software, przejętą 14 marca 2006 przez Google.
Google Music
Internetowy serwis muzyczny, który zakończył działalność, w roku 2018 zastąpiony serwisem YouTube Music.

### Dodatki do innych programów
Blogger Web Comments (rozszerzenie do Firefoksa)
Wyświetla posty z blogów użytkowników serwisu Blogger nawiązujące do danej strony internetowej.
Google Browser Sync (rozszerzenie do Mozilla Firefox)
Usługa, która pozwala przechowywać ustawienia Firefoksa na serwerze Google, a następnie w dowolnym miejscu na świecie je zaimportować. Zapamiętane ustawienia to zakładki, historia odwiedzonych stron, pliki ciasteczek oraz zachowane hasła. Usługa pozwala również przywrócić otwarte karty i okna. Usługa została udostępniona 6 czerwca 2006.
Google Dashboard Widgets for Mac (widget dla Mac OS X Dashboard)
Zbiór mini-aplikacji pozwalających na szybki dostęp do Gmaila, Bloggera i historii wyszukiwania.
Google Gears
Technologia, która ma pozwolić na korzystanie z usług takich jak GMail, Google Calendar bez połączenia z Internetem.
Google Pinyin (rozszerzenie do Microsoft Internet Explorer)
IME pozwalający za pomocą zwykłej klawiatury wstawiać litery w języku chińskim.
Google Send to Phone (rozszerzenie do Firefoksa)
Pozwala na wysyłanie SMSów dotyczących treści strony internetowej na komórki w obrębie USA.
Google Toolbar (rozszerzenie do Firefoksa i Internet Explorera)
Pasek narzędzi z dodatkami takimi jak wyszukiwanie we wszystkich serwisach Google’a, ochrona antyphishingowa i blokada wyskakujących okien.

## Usługi dla urządzeń przenośnych

### Usługi internetowe
Blogger Mobile
Usługa pozwalająca umieszczać notki na blogu serwisu Blogger za pomocą komórki.
Gmail
Strona WAP z pocztą Gmail.
Kalendarz Google
Mobilna wersja kalendarza Google.
Google News
Google News w wersji przystosowanej do przeglądarek telefonów komórkowych.
iGoogle
iGoogle w wersji dla komórek.
Google Reader
Strona internetowa z przystosowanym do przeglądarek telefonów komórkowych interfejsem Google Readera.
Wyszukiwarka Google
Wyszukiwarka Google w wersji dla komórek.
YouTube Music
Serwis umożliwiający słuchanie muzyki

### Aplikacje
Gmail
Aplikacja pozwalająca odbierać maile z konta Gmail i korzystać z wielu jego funkcji.
Google Maps for mobile
Aplikacja pozwalająca oglądać zdjęcia satelitarne i mapy całego świata.
YouTube Music
Aplikacja do internetowego serwisu muzycznego.
Asystent Google
Aplikacja podobna do Siri, dla telefonów z Androidem.

## Aplikacje internetowe

### Agregacja
Google Gadgets
Miniaplikacje, które działają na stronie domowej Google, w Google Desktop lub na dowolnej stronie internetowej. Mogą być prostym HTML-em lub kompleksową aplikacją, taką jak kalendarz, prognoza pogody lub odtwarzacz multimedialny.
Google Reader
Czytnik kanałów RSS na stronie internetowej
iGoogle
Strona domowa, którą każdy użytkownik może dostosować do swoich potrzeb wybierając interesujące go elementy, na przykład dowolne kanały RSS, listę najnowszych odebranych maili, wyszukiwarkę Wikipedii, czy prognozę pogody.

### Komunikacja i publikowanie

#### Telekomunikacja
Projekt Fi
Program mający na celu dostarczenie usług łączności bezprzewodowej (transmisja danych w sieci komórkowej, rozmowy telefoniczne, SMS, MMS, itp.).

#### Aplikacje biurowe
Aplikacje Google (Google Apps) Google Apps
Usługa pozwalająca na dodanie usług takich jak Gmail, Kalendarz Google, Dokumenty i Arkusze Google i Google Page Creator na swoją własną domenę internetową.
Dokumenty i Arkusze Google docs.google.com
Dostępny przez WWW edytor tekstu, arkuszy kalkulacyjnych i edytora prezentacji. Do jego ważnych cech należą dobrze rozwinięte narzędzia do kooperacji w tworzeniu dokumentów. Serwis powstał poprzez zintegrowanie serwisów Writely i Google Spreadsheets.
7 lutego 2007 udostępniono polską wersję usługi znaną pod nazwą Dokumenty i Arkusze Google.
Gmail gmail.com
Usługa webmail oferująca ponad 10 GB (rozmiar skrzynki jest ciągle zwiększany) miejsca na e-maile swoich użytkowników. Jest doceniana za brak nachalnych reklam (jedynie tekstowe linki Google AdWords) oraz, uważany za jeden z najlepszych, filtr antyspamowy. Początkowo konto w Gmail można było otrzymać jedynie poprzez zaproszenie od innego użytkownika tej usługi. W USA dodatkowo była dostępna możliwość wysłania SMS-a na specjalny numer w celu otrzymania zaproszenia. Obecnie w niektórych krajach to ograniczenie jest usuwane; w Polsce konta są dostępne bez zaproszeń od 2 lutego 2007.
Posiadacze kont pocztowych mogą rozmawiać z innymi użytkownikami Gmaila, użytkownikami Google Talk i ludźmi posługującymi się protokołem Jabber za pomocą przeglądarki, a także odbierać maile za pośrednictwem telefonu komórkowego (część usługi Google Mobile).
JotSpot jot.com
Aplikacja wiki dla małych firm.
Kalendarz Google google.com/calendar
Internetowy kalendarz, posiadający rozbudowane funkcje tworzenia kalendarzy publicznych i udostępniania bliskim własnego kalendarza.
Usługa w fazie beta stała się publicznie dostępna 13 kwietnia 2006. 20 września 2006 udostępniono polską wersję.
Kalendarz Google jest zsynchronizowany z Gmailem, lecz do jego użycia nie jest wymagane posiadanie konta na Gmail.
Notatnik Google google.com/notebook
Narzędzie służące do łatwego i szybkiego zarządzania notatkami. Swoją funkcjonalność opiera na wtyczkach do przeglądarek (dzięki nim możliwe jest np. zaznaczenie tekstu na dowolnej stronie w internecie i po kliknięciu prawym przyciskiem automatyczne zapisanie notatki w serwisie). Obecnie dostęp do niego mają użytkownicy którzy aktywowali usługę w przeszłości. W lipcu 2012 r. projekt został zamknięty.
Google Sites sites.google.com (dawniej Google Page Creator)
Usługa dzięki której bardzo szybko stworzymy własną stronę WWW bez znajomości języka HTML. Narzędzie posiada wiele szablonów oraz 100 MB pamięci. Aby móc skorzystać z usługi musimy być posiadaczami konta Gmail.

#### Publikacja
Blogger blogger.com
Serwis blogowy wykupiony i rozwijany przez Google.
Knol
Platforma, będąca w fazie testów, pozwalająca swoim użytkownikom umieszczanie artykułów (w szczególności naukowych) poświęconych różnym tematom.
Picasa Web Albums picasaweb.google.pl
Serwis służący do publikacji zdjęć w internecie. Zsynchronizowany z programem Picasa. Dostępny od 13 lipca 2006.
YouTube youtube.com
Popularna strona internetowa służąca do publikacji własnych filmów.
Panoramio panoramio.com
Publikacje zdjęć z okolicy. Miasta i regiony świata.

#### Serwisy społecznościowe
Dodgeball dodgeball.com
Serwis społecznościowy zaprojektowany do użytku głównie poprzez komórkę i inne urządzenia mobilne. Pozwalający m.in. informować przyjaciół o swoim położeniu dzięki odbiornikom GPS w telefonach. Obecnie projekt został porzucony, a część funkcji obsługuje Google Latitude
Joga Bonito joga.com
Serwis społecznościowy dla fanów piłki nożnej, który został przygotowany we współpracy Google’a z Nike.
Orkut orkut.com
Serwis społecznościowy zsynchronizowany z innymi serwisami Google’a. Od 20 października 2006 roku nie jest wymagane zaproszenie do rejestracji w serwisie – używa się loginu i hasła konta Google.

### Mapy
Google Maps maps.google.com
Wyszukiwarka adresów i lokalnych firm dostępna w USA, Wielkiej Brytanii, Francji, Włoszech, Niemczech, Hiszpanii i Australii. Zawiera mapy i zdjęcia satelitarne całego świata.
Google Mars mars.google.com
Serwis oparty na mechanizmie Google Maps ze zdjęciami satelitarnymi Marsa.
Google Moon moon.google.com
Z okazji 36. rocznicy lądowania na Księżycu Google uruchomiło serwis oparty na mechanizmie podobnym do Google Maps, ale prezentujący mapę Księżyca pobraną z NASA. W ramach żartu, przy maksymalnym powiększeniu okazuje się, że Księżyc jest zrobiony z sera.
Google Ride Finder labs.google.com/ridefinder
Serwis pokazujący położenie taksówek w czasie rzeczywistym w 14 miastach Ameryki.
Google Transit google.com/transit
Serwis służący do planowania wycieczek. W chwili obecnej serwis funkcjonuje w kilkudziesięciu miastach Stanów Zjednoczonych, w 8 regionach/miastach europejskich. W Polsce w chwili obecnej usługę Google Transit wdrożyły miasta Białystok, Olsztyn, Szczecin, Warszawa, Zielona Góra
(Google Earth → idź do działu „Samodzielne aplikacje”)

### Narzędzia deweloperskie
Google Programmable Search Engine google.pl/coop
Usługa, która pozwala dostosować wyszukiwanie dla użytkowników twojej własnej strony internetowej.
Google Code code.google.com
Google Code to usługa dla deweloperów zainteresowanych nowymi usługami Google, usługi te w większości przechodzą fazy testowe i mogą zawierać błędy. Strona zawiera usługi na licencji Open Source oraz wersje API.
Narzędzia Google dla webmasterów google.pl/webmasters
Centrum informacji webmastera, gdzie można dowiedzieć się jak zapewnić pełne indeksowanie witryny i znaleźć narzędzia diagnozowania problemów z indeksowaniem. Można również zanalizować statystyki danych witryny zawartych w indeksie Google’a oraz poinformować wyszukiwarkę, w jaki sposób ma indeksować daną witrynę. Znajdują się tam narzędzia takie jak kreator stanu witryny i Google Sitemaps.
Google Related Links google.pl/relatedlinks
Skrypt, który wyświetla strony, newsy, filmy i wyszukania powiązane z tematyką danej witryny.
Google Translation (znane też jako Google w Twoim języku) services.google.com/tcbin/tc.py
Strona pozwalająca użytkownikom jako wolontariuszom tłumaczyć jeszcze nieprzetłumaczone usługi Google’a na swój rodzimy język.

### Reklama
Google AdSense google.com/adsense
Usługa reklamowa przeznaczona dla webmasterów. Właściciel strony, na której publikowane są reklamy otrzymuje część opłaty jaką płaci reklamodawca za każde kliknięcie w reklamę.
Google AdWords adwords.google.pl
Usługa reklamowa przeznaczona dla reklamodawców, którzy mogą publikować tekstowe reklamy w serwisach Google i na stronach użytkowników programu Google AdSense.
Google AdWords Website Optimizer services.google.com/websiteoptimizer
Narzędzie służące do testowania różnych zawartości stron w celu zaplanowania najefektywniejszej kampanii reklamowej.
Google Audio Ads google.com/ads/audioads
Program reklam radiowych dla amerykańskich przedsiębiorstw. Reklamodawcy mogą skontaktować się z firmą telefonicznie.
Google Click-to-Call google.com/help/faq_clicktocall.html
Usługa, która pozwala użytkownikom na zadzwonienie do reklamodawców za darmo ze strony wyników wyszukiwania.
Google Ad Grants google.com/grants
Program darmowych reklam AdWords dla organizacji non-profit.

### Statystyki
Google Analytics google.com/analytics
Usługa Google umożliwiająca gromadzenie statystyk oglądalności strony WWW, na której umieszcza się specjalny kod zliczający w JavaScripcie.
Gapminder World tools.google.com/gapminder
Strona wyświetlająca statystyki dotyczące całego świata w mapkach, animacjach i wykresach. Napisana we flashu. Serwis został przejęty przez Google 16 marca 2007.
Measure Map measuremap.com
Statystyki odwiedzin dla ludzi piszących blogi.
Google Trends google.com/trends
Usługa, która pozwala na śledzenie ilości zapytań, a więc i zainteresowania internautów danym tematem w czasie. Wynikiem działania Google Trends są wykresy pokazujące wolumen zapytań do wyszukiwarki, oraz wolumen odnośników w Google News.

### Wyszukiwanie
Google Accessible Search labs.google.com/accessible
Wersja wyszukiwarki Google dla niedowidzących.
Google Base base.google.com
Oferuje użytkownikom możliwość umieszczania w globalnej bazie danych dowolnych obiektów i treści (poczynając od ofert pracy, poprzez informacje o blogach na przepisach kulinarnych kończąc.
Do Google Base nie prowadzi żaden link na stronach Google.
Google Blog Search blogsearch.google.com
Wyszukiwarka przeszukująca treści blogów, która pojawiła się 21 września 2005 roku. Wyszukiwanie obejmuje wszystkie blogi, nie tylko z serwisu Blogger (w posiadaniu Google). Blog Search przeszukuje blogi stale aktualizowane. Wyszukiwarka przeszukuje wiele języków (m.in. polski) i dostępna jest w języku polskim, angielskim, francuskim, włoskim, niemieckim, hiszpańskim, chińskim, koreańskim, japońskim oraz brazylijskim.
Google Books books.google.com
Oferując technologię OCR wykorzystaną przy Google Catalogs, Google Book Search daje możliwość przeszukiwania książek znajdujących się w największych księgarniach i bibliotekach na świecie. Niektóre książki są wydane pod szyldem public domain, dzięki czemu można je w całości przeczytać za pomocą tego serwisu. Do 17 listopada 2005 usługa była znana pod nazwą Google Print.
Google Catalogs catalogs.google.com
Wyszukiwarka komercyjnych folderów reklamowych. W 2005 roku serwis indeksował 6600 katalogów.
Google Code Search google.com/codesearch
Wyszukiwarka kodów programistycznych znalezionych w Internecie.
Google Finance finance.google.com
Otwarty 21 marca 2006 wortal finansowy zawierający wykresy akcji firm amerykańskich i powiązane wiadomości z różnych źródeł.
Google Groups groups.google.pl
Google Groups to połączenie archiwum i przeszukiwarki grup dyskusyjnych Usenetu oraz możliwość zakładania własnych list dyskusyjnych, zwanych tu również grupami, które znajdują się na serwerze Google. Aby mieć możliwość pisania wiadomości w takich grupach, musimy podobnie jak na innych listach dyskusyjnych zarejestrować się w serwisie i subskrybować daną grupę. Wtedy, wysyłając email na adres „nazwa_grupy@googlegroups.com” lub korzystając z formularza Google, możemy zamieścić na niej nowy temat lub odpowiedź.
Katalog WWW Google directory.google.pl
Katalog stron internetowych oparty na bazie danych Open Directory Project, wzbogacony m.in. o PageRank. Od 2004 roku link do katalogu został usunięty ze stron przeszukiwania sieci.
Google News news.google.com
Usługa wyszukująca najnowsze informacje z serwisów informacyjnych, a następnie katalogująca je w działy (świat, kraj itd.). Działy możemy na stronie głównej ustawić w dowolnym miejscu oraz je dodawać.
Google Patent Search google.com/patents
Wyszukiwarka amerykańskich patentów.
Google Product Search google.com/products
Integrując przeszukiwanie stron internetowych wraz z indeksem sklepów internetowych, powstało Google Product Search, usługa oferująca przeszukiwanie sklepów znajdujących się w Internecie. Plusem tej usługi jest możliwość znalezienia jak najtańszej ceny spośród kilku tysięcy sklepów, bez wykorzystywania specjalnych zapytań do głównego wyszukiwania Google.
Google Scholar scholar.google.com
Wyszukiwarka abstraktów publikacji naukowych, książek, opracowań, i innych informacji pomocnych w szkole. W wynikach podawane są również informacje o cytowaniach.
Google SMS google.com/sms
Google SMS pozwala użytkownikom na wysłanie wiadomości z zapytaniem z telefonu komórkowego by dostać informacje na różne tematy takie jak ceny przedmiotów w sklepach, repertuar kin czy informacja o korkach. Usługa została wydana 7 października 2004.
Google Special Searches google.com/options/specialsearches.html
Pozwala na wyszukiwanie tematyczne o Rządzie Stanów Zjednoczonych, systemie operacyjnym Linux, systemie operacyjnym BSD, systemie operacyjnym Mac i systemie operacyjnym Microsoft Windows.
Google University Search google.com/options/universities.html
Pozwala użytkownikom serwisu przeszukać strony internetowe szkół w Stanach Zjednoczonych. Wyszukiwarka ta nie różni się niczym od zapytania site:.domena.com, jednak robot Googlebot odpowiedzialny za indeksowanie stron stara się indeksować całą zawartość danej domeny.
Google Video video.google.pl
Wyszukiwarka filmów obejmująca zasoby YouTube, a także filmy dodane przez swoich użytkowników. Można tam obejrzeć płatnie udostępniane produkcje. Obecnie dostępnych jest 9 wersji językowych Google Video, w tym polska.
Google Voice Local Search labs.google.com/goog411
Usługa pozwalająca na wyszukiwanie głosem.
Wyszukiwarka Google google.pl
Wyszukiwarka Google to główna usługa serwisu. Pozwala swoim użytkownikom na przeszukiwanie zasobów miliardów stron internetowych.
Wyszukiwarka Grafiki Google images.google.pl
W 2003 roku, Google uruchomiło usługę Google Image Search, za pomocą której użytkownicy mogą przeszukiwać zdjęcia i grafiki znajdujące się na stronach internetowych. Specjalna wersja robota Googlebot odnajduje zdjęcia, kategoryzuje je pod specyficzne słowa i wysyła miniaturki zdjęć na serwery Google. Stamtąd są one wyświetlane jako wyniki wyszukiwania, razem z linkami do pełnych wersji znalezionych zdjęć i stron internetowych, na których zostały znalezione.
Zakładki Google google.pl/bookmarks
Usługa umożliwia przechowywanie i tagowanie zakładek do stron internetowych, grafik, filmów, produktów ze sklepów intrenetowych i miejsc w Google Maps.

### Różne
Google Alerts google.pl/alerts
Usługa oferująca użytkownikom otrzymywanie informacji o wydarzeniach mających miejsce na świecie oraz nowych stron znajdujących się w indeksie wyszukiwarki. Mogą być one przysyłane poprzez pocztę elektroniczną raz tygodniowo, raz dziennie, albo w chwili odnotowania danego wydarzenia i/lub zmiany.
Google Checkout checkout.google.com
Google Checkout to system płatności on-line. Webmasterzy mogą wybrać Google Checkout jako formę płatności na ich stronach. Usługa w tym momencie jest dostępna tylko dla obywateli Stanów Zjednoczonych. Jako jedna z niewielu usług została udostępniona od razu w pełnej wersji.
Google Image Labeler images.google.com/imagelabeler
Gra, w której celem jest jak najszybsze przypisanie etykiety do obrazka. Etykiety te są później wykorzystywane w wyszukiwaniu.
Google Music Trends google.com/trends/music
„Lista przebojów” użytkowników Google Talk – wyświetlane są tam najczęściej słuchane przez nich piosenki. Usługa została zamknięta 31 marca 2008 roku
Google Translate google.com/translate
Serwis umożliwiający automatyczne tłumaczenie wyrażeń lub całych stron internetowych pomiędzy językiem polskim, angielskim, niemieckim, francuskim, włoskim, hiszpańskim, koreańskim, portugalskim, arabskim, japońskim, chińskim. Tłumaczy mowę zgodnie z zasadami gramatycznymi danych języków oraz znaczenia słów, tj. może zostać wybrany właściwy przypadek w tłumaczeniu na język niemiecki.
Serwer czasu time.google.com
Usługa dostarczająca wzorcowy czas UTC

## Urządzenia
Google Search Appliance
Urządzenie mogące przeszukiwać i indeksować pliki firmowego intranetu.
Google Mini
Mniej pojemna i zarazem tańsza wersja Google Search Appliance.

## Wycofane produkty i usługi
Aplikacje, które zostały wycofane przez Google, albo ze względu na integrację z innymi produktami Google, albo przez brak wsparcia:
Google Answers
Google Answers oferowało internautom zadanie pytania ekspertom od przeszukiwania internetu, którzy odpowiadali na nie za określoną kwotę pieniężną (2-200 USD). Przykładowe pytania mogły dotyczyć zaginionych osób (np. pomoc w znalezieniu weterana wojennego), przeróżnych statystyk (ile osób w Ameryce jada w fast-foodach), czy pomocy w odrobieniu pracy domowej.
28 listopada 2006 firma ogłosiła zamknięcie projektu, choć istniejące pytania i odpowiedzi pozostaną dostępne. Google Answers nie osiągnęło w czasie swojego istnienia wystarczająco dużej popularności w porównaniu z produktami konkurencji, np. Ask Yahoo!.
Google Local
Zanim został zintegrowany z Google Maps był listą lokalnych firm. Przez jakiś czas pod tą nazwą funkcjonowało dzisiejsze Google Maps.
Google Spreadsheets
Google Spreadsheet był internetowym arkuszem kalkulacyjnym podobnym do Microsoft Excel. Został zintegrowany z Writely w jeden serwis – Dokumenty i Arkusze Google.
Writely
Writely był edytorem WYSIWYG bardzo podobnym do edytora FCKeditor. Bazował na JavaScripcie. 9 marca 2006 Google przejęło firmę Upstartle, właściciela i twórcę Writely. Produkt został wcielony do serwisu Dokumenty i Arkusze Google.
Google X
Strona główna wyszukiwarki zaprojektowana w stylu Mac OS. Została usunięta w dzień po ukazaniu się w Google Labs.
Google Desktop (Linux i Windows 2000 SP3+/XP/Vista)
Program służący do wyszukiwania plików na komputerze. Indeksuje pocztę, dokumenty, muzykę, zdjęcia, czaty, historię przeglądanych stron i inne pliki. Pozwala na instalowanie rozszerzeń Google Gadgets.
Gmail Notifier (Windows 2000/XP)
Powiadamia użytkownika o nowych wiadomościach na jego koncie Gmail i nadchodzących wydarzeniach w Kalendarzu Google.
Hello (Windows 98/ME/2000/XP, Mac OS 10.4+)
Program P2P pozwalający na wysyłanie zdjęć przez internet i publikowanie ich na blogu.
Google Pack (Windows XP/Vista)
Pakiet darmowych programów zawierający, oprócz aplikacji Google’a, narzędzia takie jak Mozilla Firefox, Acrobat Reader, Norton Security Scan, RealPlayer, Skype czy AdAware.
Google Photos Screensaver (Windows XP/Vista)
Wygaszacz ekranu z Google Pack wyświetlający pokazy zdjęć lub kolaże fotografii z twardego dysku, bądź z internetowych kanałów RSS lub Atom.
Picasa (Windows, Mac OS X i Linux)
Menadżer plików graficznych na komputerze użytkownika.
Picasa Web Albums Uploader (Mac OS X)
Program pozwalający w prosty sposób umieszczać zdjęcia w galerii Google Web Albums.
Google Talk (Windows 2000/Windows XP/Server 2003/Windows Vista)
Umożliwiający łączność tekstową oraz głosową komunikator internetowy działający w oparciu o otwartą technologię Jabber oraz protokół XMPP. Google udostępniło własnego klienta Google Talk, jednak z usługi można skorzystać także przy użyciu innego klienta sieci Jabber, na przykład Psi. W najnowszej wersji Google Talk została udostępniona opcja rozmowy ze znajomymi innych komunikatorów sieci Jabber.
Google Talk Labs Edition (Windows XP/Windows Vista)
Eksperymentalna wersja klienta Google Talk zawierająca nowe powiadomienia z serwisów Gmail, Google Calendar oraz Orkut. Aplikacja powstała jako projekt Google Labs 4 kwietnia 2008. Interfejs jest wierną kopią wersji klienta dostępnej jako element strony iGoogle.
Google Video Player (Windows XP/2000)
Odtwarzacz filmów z serwisu Google Video.
Google Web Accelerator (Windows XP/2000)
Aplikacja używająca wielu technologii, aby zwiększyć szybkość pobierania stron internetowych. Działała z Firefoxem i Internet Explorerem, obecnie już nierozwijana i niedostępna.